# ゴヨウマツ
ゴヨウマツ（五葉松、学名: Pinus parviflora）は、マツ科マツ属の常緑高木である。山地に生える。

## 分布
日本固有種。北海道南部、本州、四国、九州に分布し、山地に生える。基変種ゴヨウマツ／ヒメコマツ (P. p var. parviflora) は本州の東北地方南部以南、四国、九州の海抜1300-1800 m(例外的に房総丘陵では120m-350m)の場所に、変種キタゴヨウ P. p var. pentaphylla は本州中部以北と北海道南部に分布する。これらの地域は温帯で、年間降水量は1000-3000 mmである。土壌は湿潤でポドゾルである。

### 他の植物との関係
北海道においては以下のような植物と混生する。カラマツ (Larix kaempferi)、ナナカマド (Sorbus commixta)、ハイマツ (Pinus pumia)、ダケカンバ (Betula ermanii)、ススキ (Miscanthus sinensis)、オオイタドリ (Polygonum sachalinense)、ツツジ類、ミズナラ (Quercus moncolica)、ミヤマヤナギ (Salix reinii)、ウメガサソウ、サルナシ、ナワシログミ、オオイタヤメイゲツ、エビガライチゴ、ドロノキ、ヤマナラシなど.。

### 微生物との関係
他のマツ同様に根において菌類との共生関係を結び、外生菌根を形成する。本種と共生する菌類としてベニハナイグチ (Suillus pictus) が知られている。この菌は本種だけに限らずアカマツ (Pinus densiflora) やクロマツ (P. thunbergii) とも菌根を形成できる。

## 特徴
常緑針葉樹の高木。樹高は30 - 35メートル (m) になるが、成長は遅い。樹冠は円錐型だが、老齢の個体では扁平であり不規則に生長する。原産地以外に植栽されたものは樹高6 - 8 mにしか成長しない。樹皮は暗灰色や暗赤褐色で、縦に粗く裂け、老木になると裂片がうろこ状に剥がれ落ちる。若い枝は褐色で有毛である。
葉は青みを帯びた緑色で、長さ5 - 6センチメートル (cm) の針状で、短枝に5個ずつ束になって生える。冬芽は枝先につき、これが伸びて新枝となる。
花期は5 - 6月。雌雄同株であり、一つの個体に雄蕊だけを持つ雄花、雌蕊だけを持つ雌花の2種類の花をつける。雄花は緑黄褐色で大きさは7 - 10ミリメートル (mm) 、本年枝の下部に多数つき、花粉は風で運ぶ風媒花である。雌花は紅紫色から緑色で、本年枝の先につく。
果実は毬果（松かさ）で、熟すのは2年目の10月頃である。毬果は大きさが4 - 7 cmの卵型で、はじめは緑色だが熟すと茶色に変わり、苞鱗を開く。種子は大きさ1 cmほどで2 - 10 mm ほどの翼を持つ。

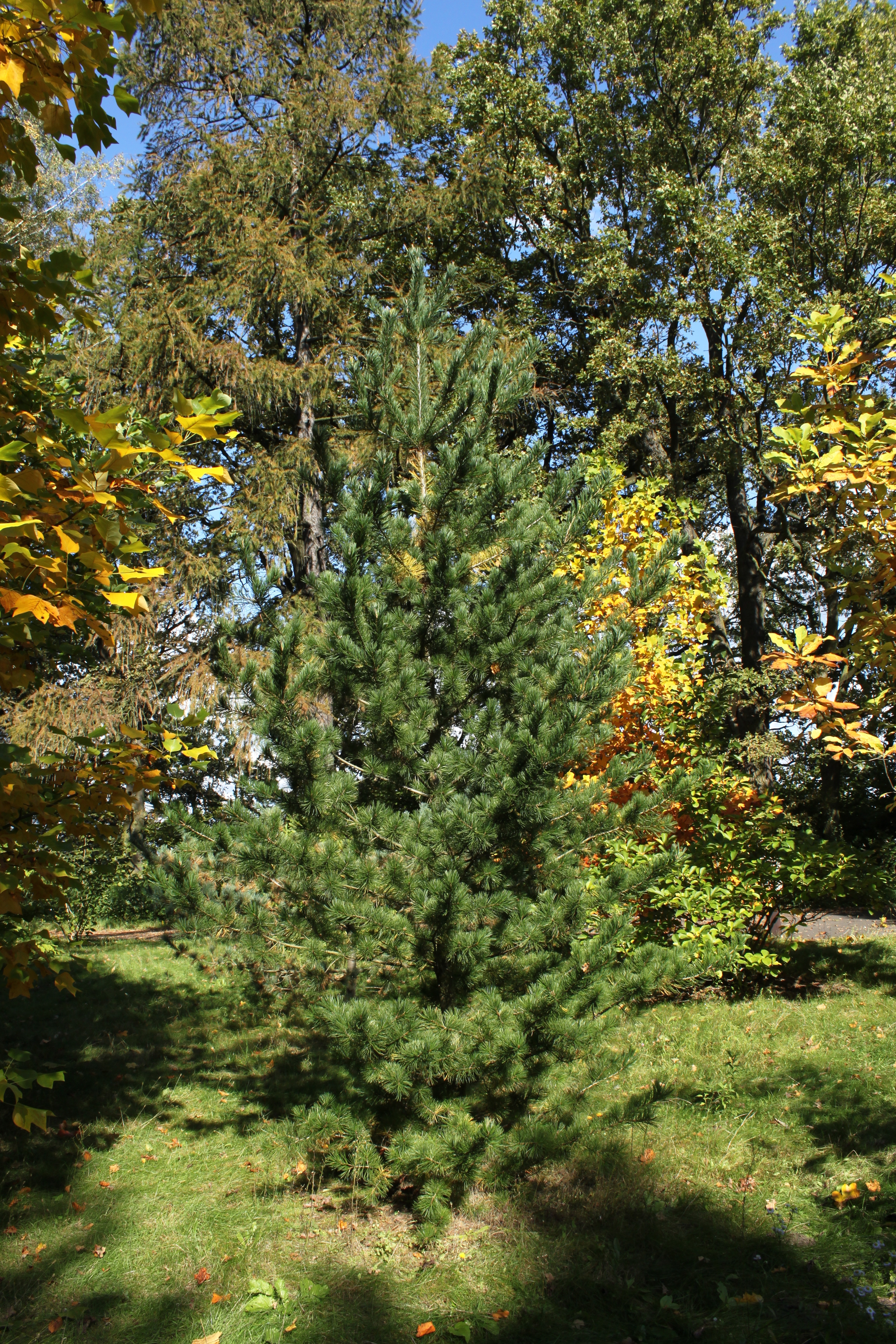
若い個体の樹形。ポーランドにて
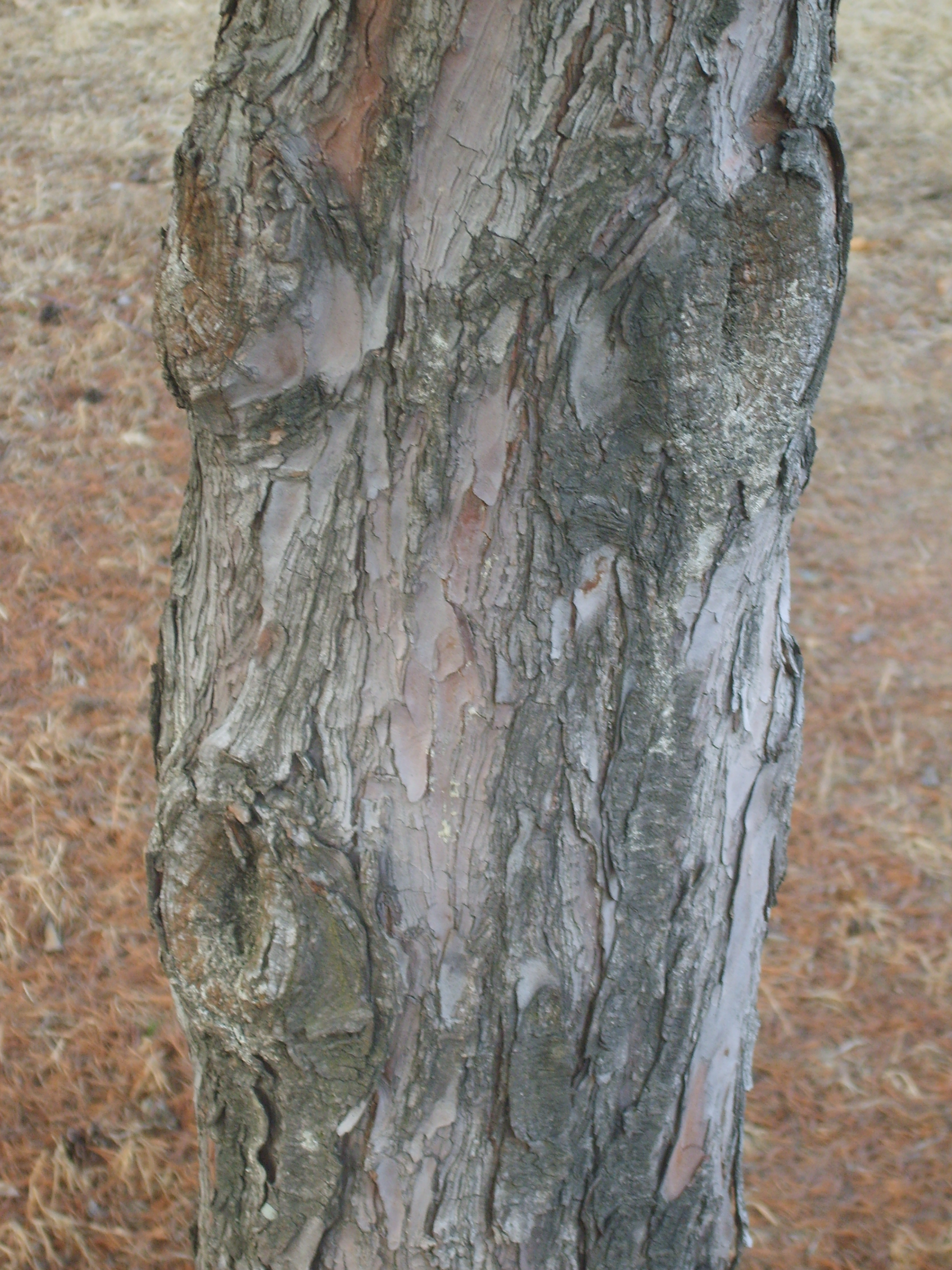
樹皮
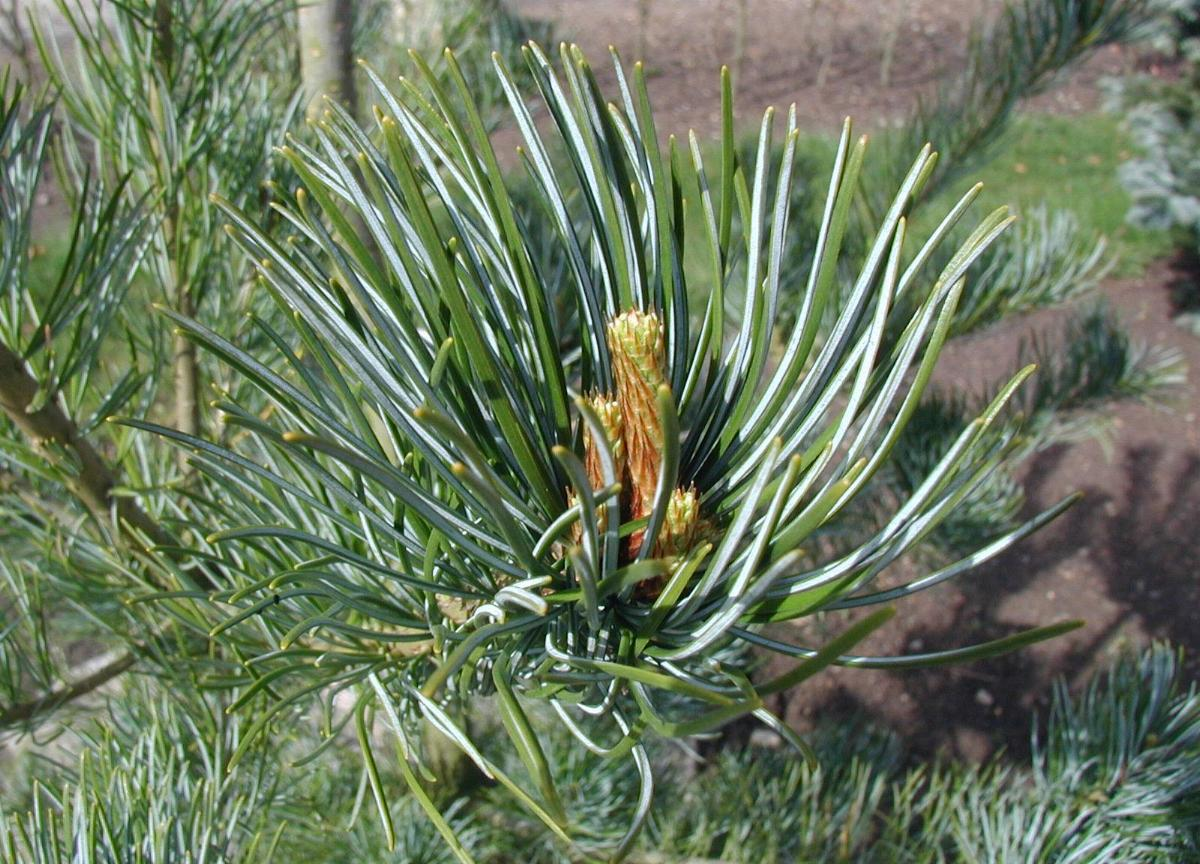
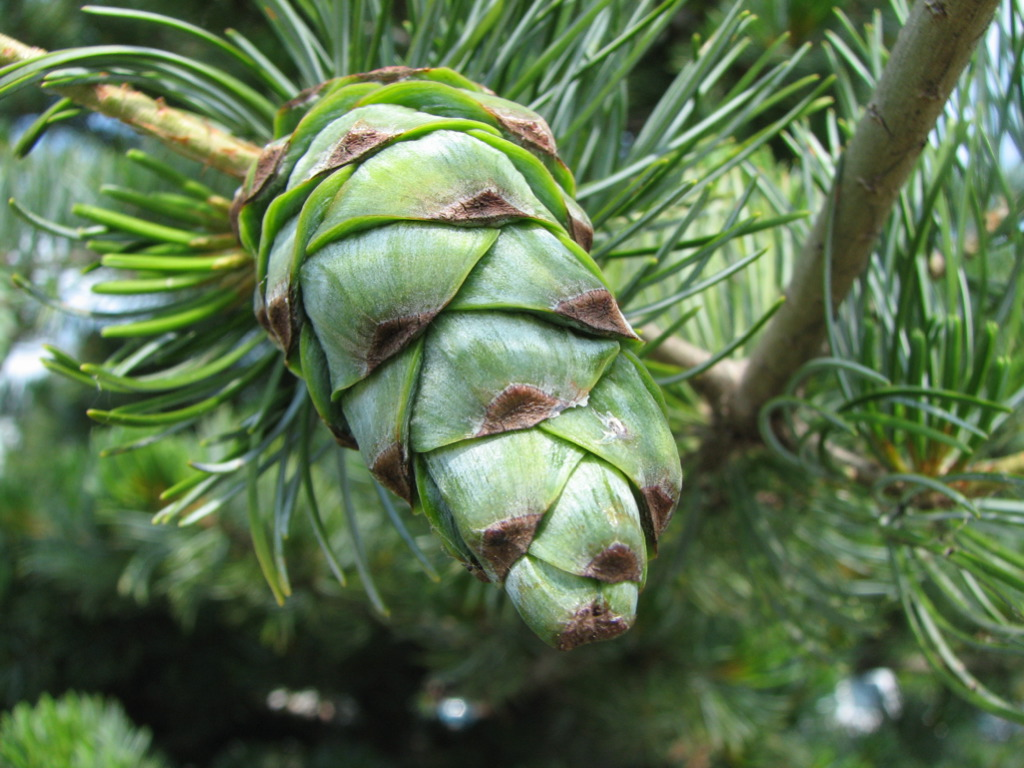
若く緑色の毬果
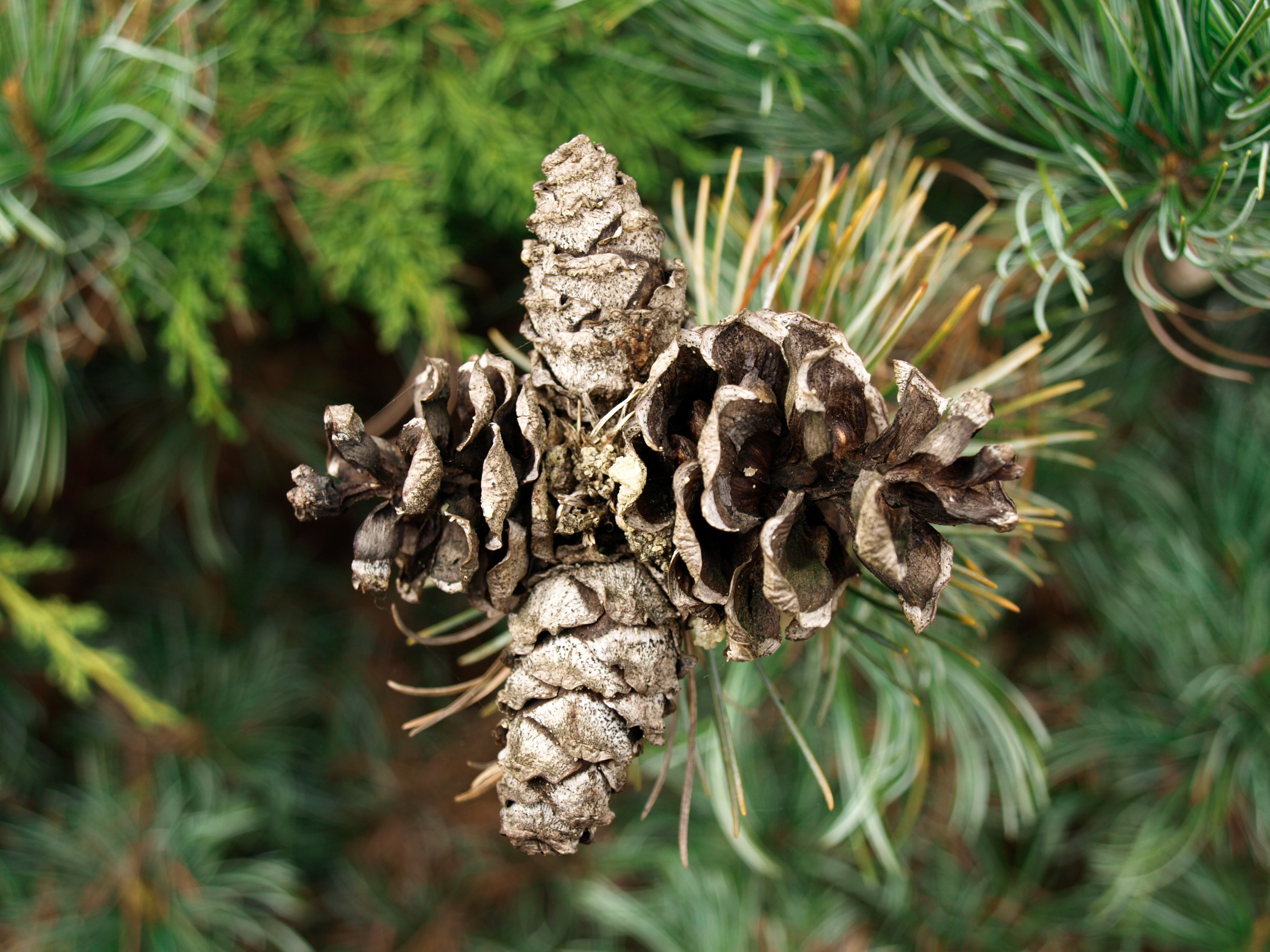
熟して種子を散布した毬果

## 分類
ゴヨウマツには下記の変種、品種が記載されている。
- Pinus parviflora ゴヨウマツ（広義）
  - var. parviflora ヒメコマツ。基変種。
  - var. pentaphylla キタゴヨウ　
    - var. pentaphylla f. laevis トドハダゴヨウ 品種

ヒメコマツ（姫小松）は、ゴヨウマツの高山に生じているもので、丈が低く、低地にかけて生じているゴヨウマツよりも姿形は小さい。
キタゴヨウ（北五葉）はヒメコマツの変種ともいわれ、本州の中部以北から北海道（渡島半島、日高地方）に分布し、岩の多い急斜面や尾根に自生する。高さは25メートル、幹の直径は80センチメートルに達する。

## 園芸
木材の用途は少ないが、庭木や盆栽によく植えられる。

### 栽培
日本三大五葉松に挙げられる吾妻五葉松（福島市）、那須五葉松（那須地域）、四国五葉松（四国中央市）が園芸産地として盛んである。

### 盆栽
本種は盆栽にするのに人気のある樹種であり 、庭木としてもいくつかの種類が開発されている。同じく盆栽に用いられるアカマツやクロマツなどと比べても樹齢が長く、暑さにも寒さにも強いことが特徴である。成長による変化が緩やかな点も特徴として挙げられる。

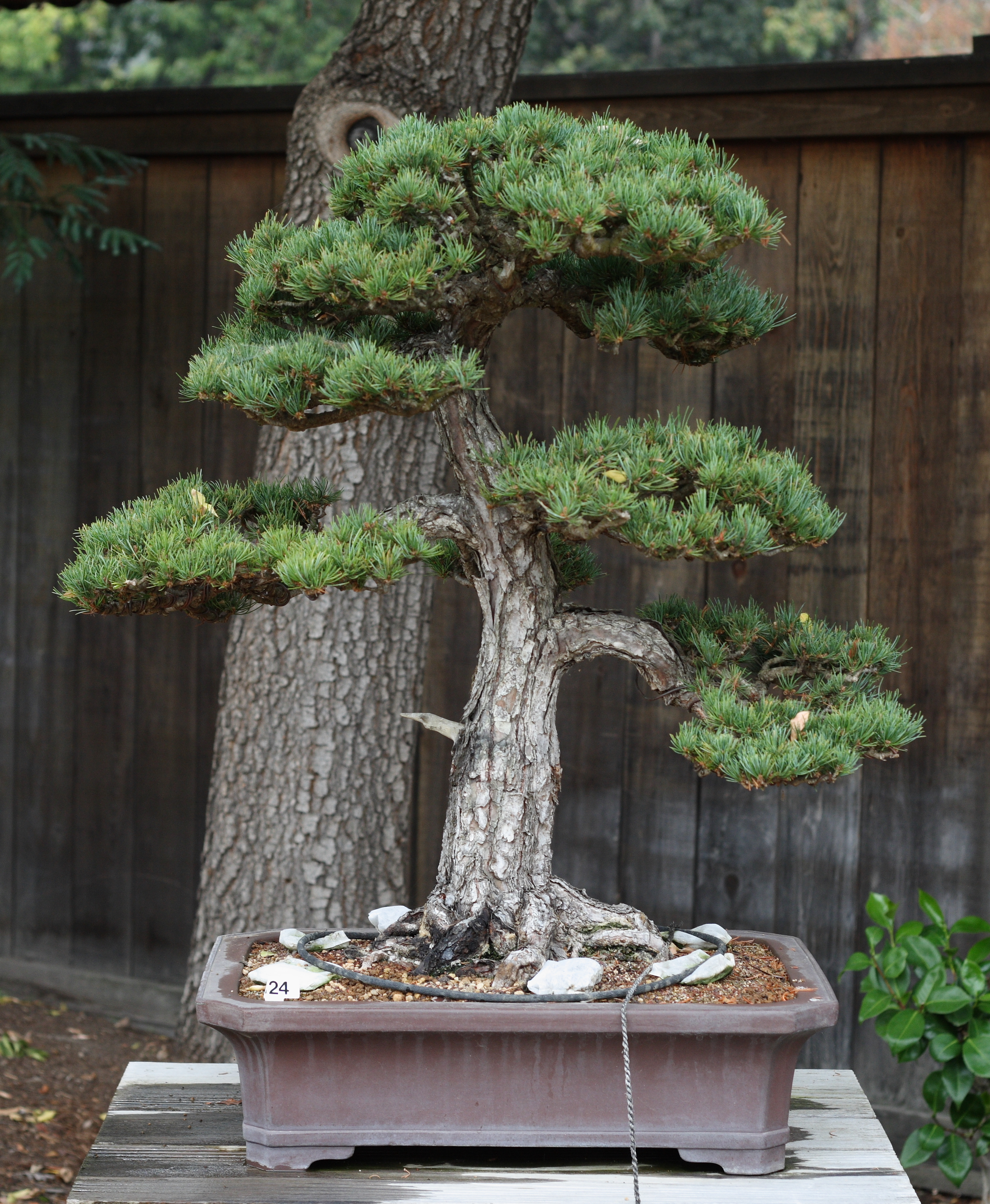
五葉松の盆栽
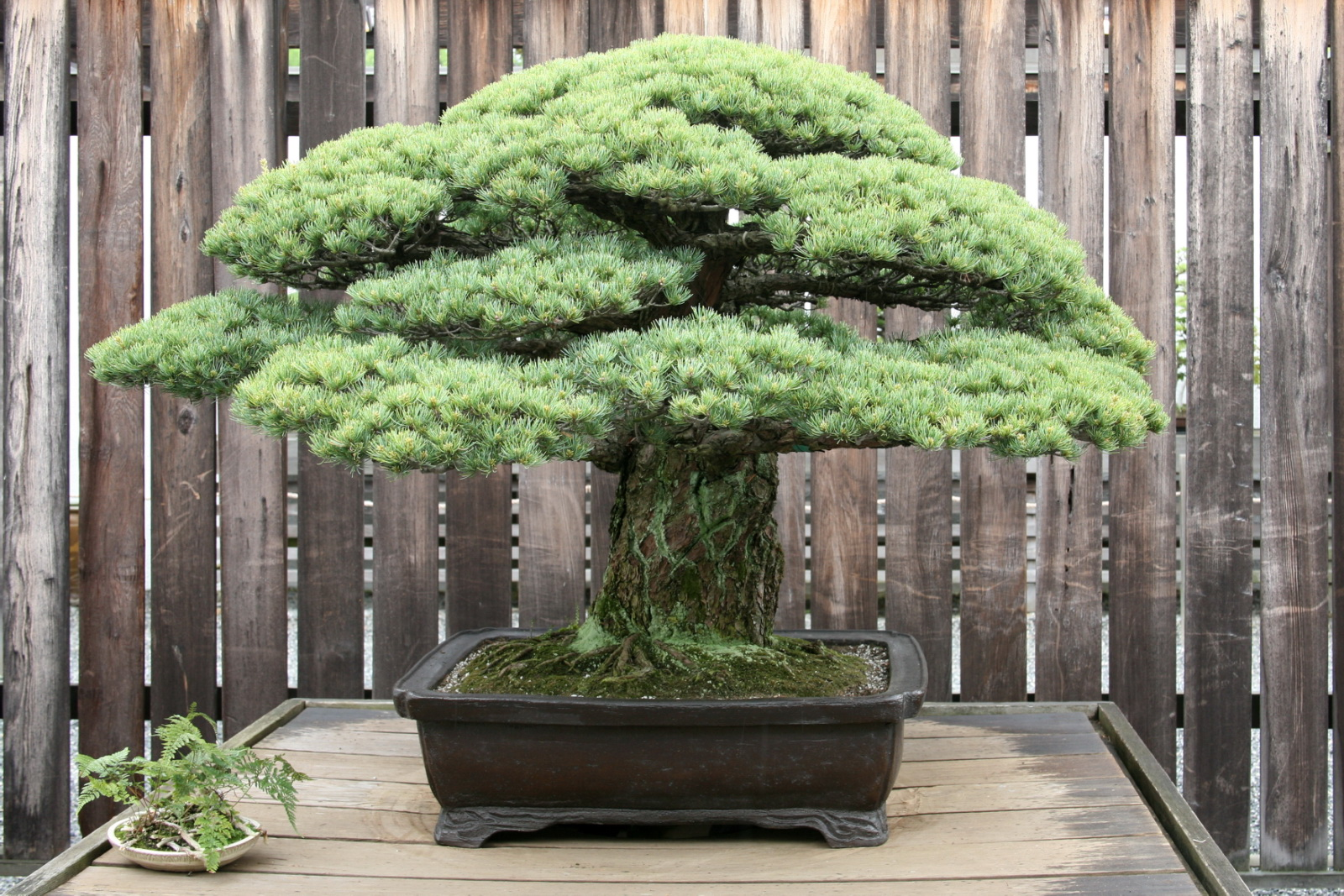
ヒロシマ・サバイバー
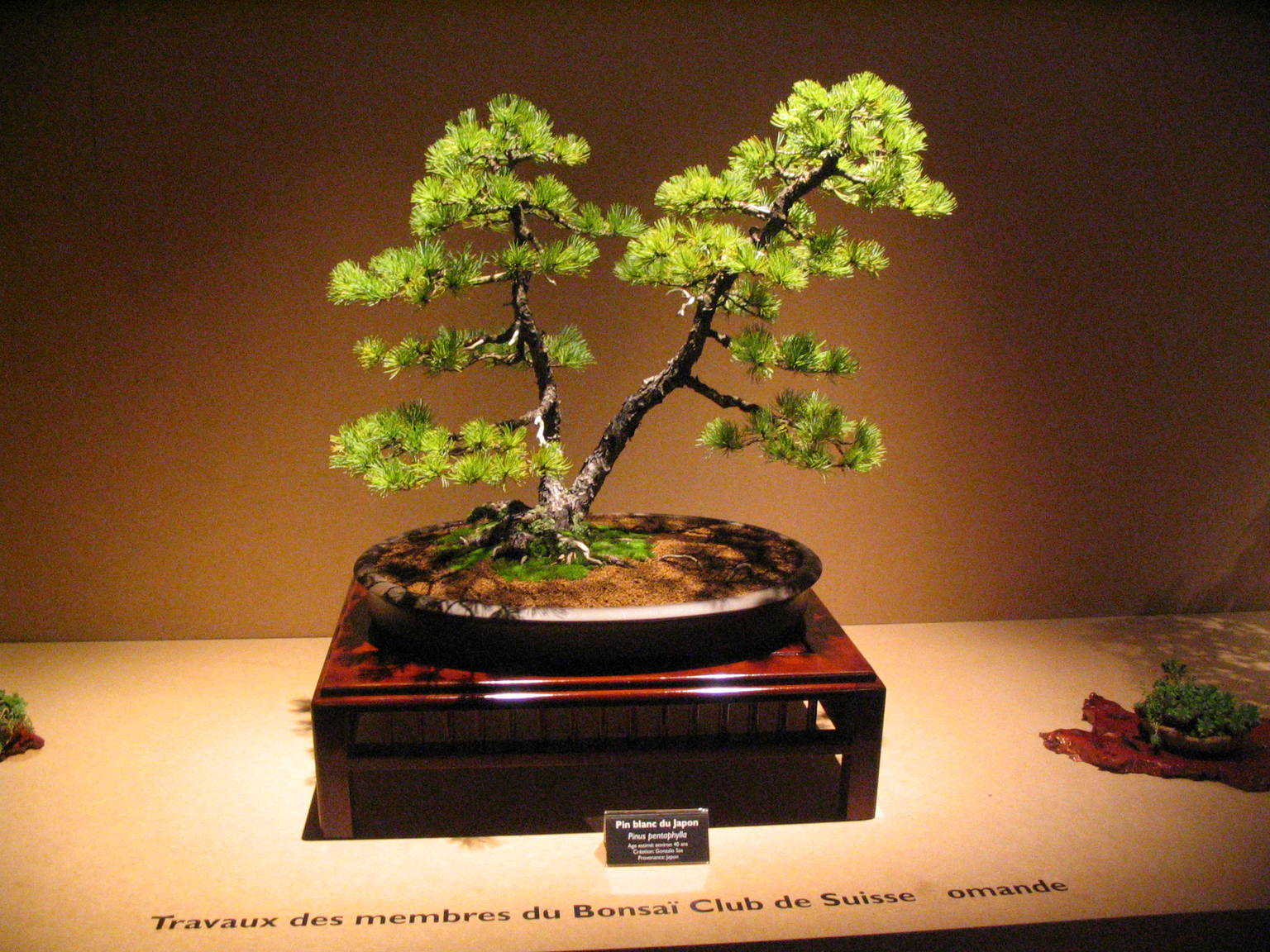
Foire du Valais
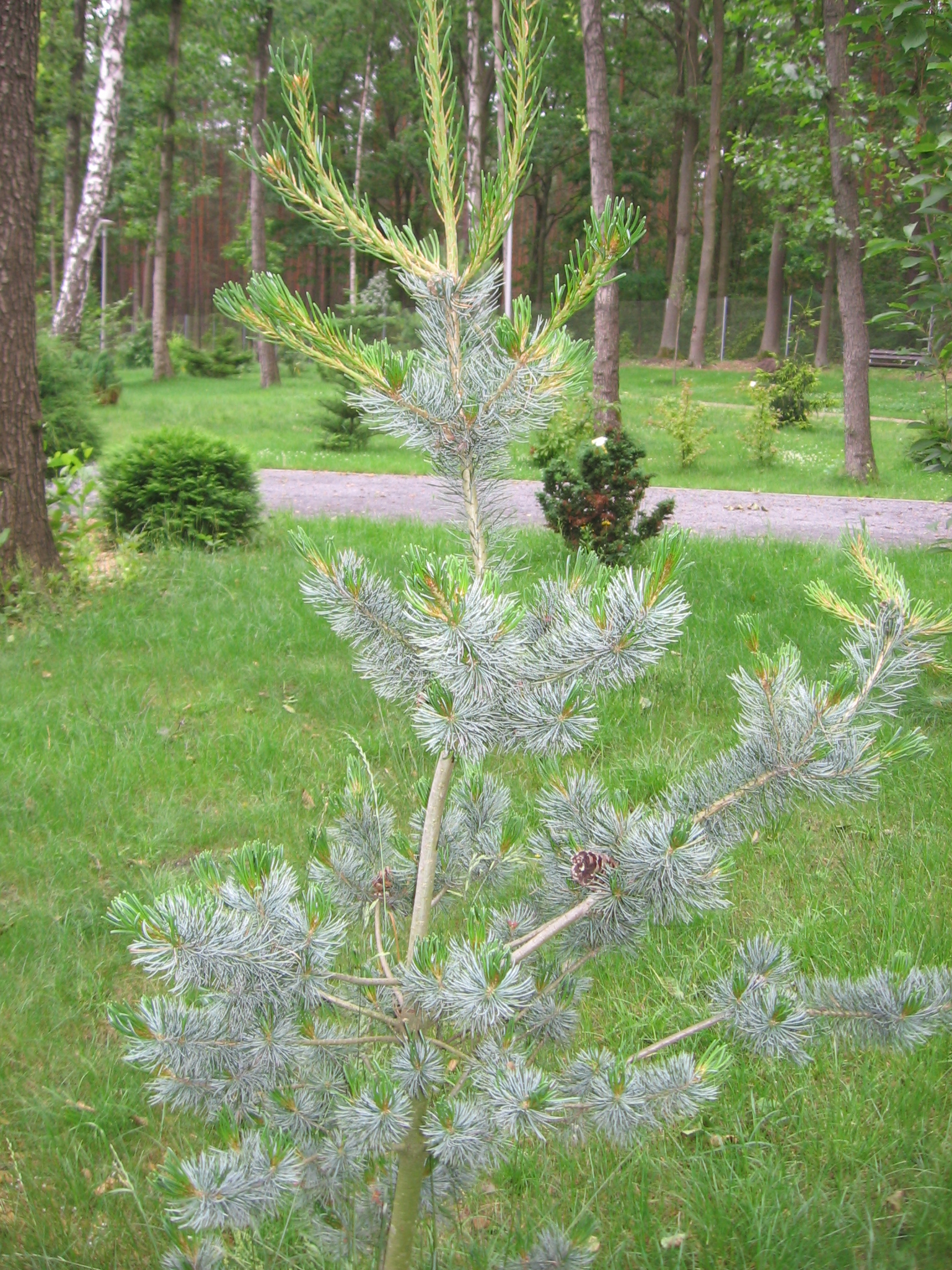
葉の色が白っぽい品種

### 天然記念物
京都・善峯寺にある五葉松は「遊龍松」として国の天然記念物に指定されている。

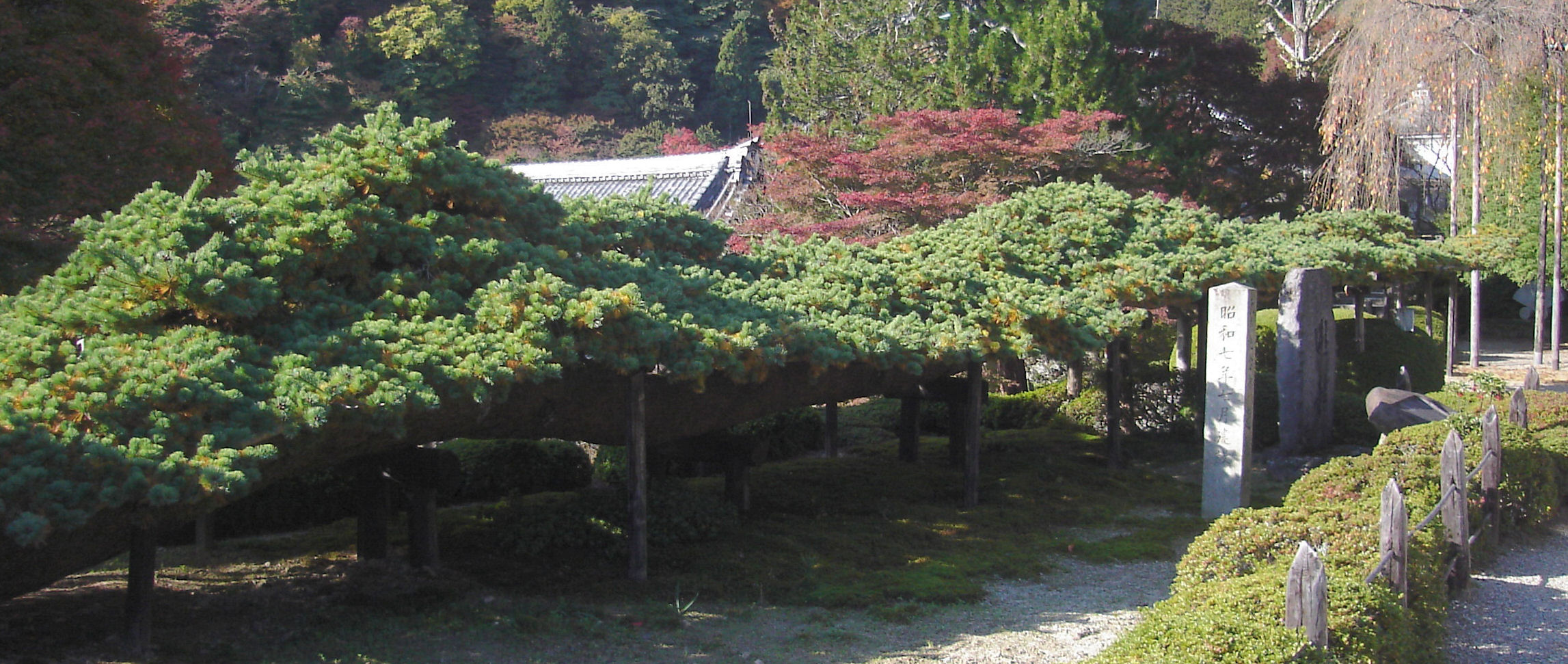
京都・善峯寺の個体の樹形

## 自治体の木
ゴヨウマツ
- 蔵王町 - （宮城県）
- 那須町 - （栃木県）

五葉松
- 三条市 - （新潟県）

日高五葉松
- 浦河町 - （北海道）
- 様似町 - （北海道）

## 文献
- 鈴木庸夫・高橋冬・安延尚文『樹皮と冬芽：四季を通じて樹木を観察する 431種』誠文堂新光社〈ネイチャーウォチングガイドブック〉、2014年10月10日、251頁。ISBN 978-4-416-61438-9。
- 辻井達一『日本の樹木』中央公論社〈中公新書〉、1995年4月25日、18-21頁。ISBN 4-12-101238-0。
- 西田尚道監修 学習研究社編『日本の樹木』 5巻、学習研究社〈増補改訂 ベストフィールド図鑑〉、2009年8月4日、31頁。ISBN 978-4-05-403844-8。
- Wikipedia ドイツ語版 de:Mädchen-Kiefer  10:14, 20. Okt. 2011 TP12 UTC の版